# Wibbeltrath
Die Ortslage Wibbeltrath im Wuppertaler Stadtbezirk Vohwinkel an der Grenze zu den Gemeinden Haan und Solingen.

## Topographie
Wibbeltrath liegt nördlich der Wuppertaler Straße Westring, die in Haan auf die Gräfrather Straße übergeht. Östlich davon liegt die Ortslage Bolthausen.
In der Nachbarschaft verläuft die Bundesautobahn 46 und die Trasse der ehemaligen Bahnstrecke Solingen–Wuppertal-Vohwinkel (umgangssprachlich „Korkenzieherbahn“).

## Geschichte
Wibbeltrath ist eine alte Ortsbezeichnung und wird 1217 als Wiboltrathe, 1218/31 als Wippelrode und 1306 als de Wibelroyde erwähnt. Der Name bedeutet die Rodung eines Wibolt.
Bis zu Beginn des 19. Jahrhunderts gehörte Wibbeltrath zur Oberste Honschaft Haan im bergischen Amt Solingen, bis 1929 gehörte es zu Haan und kam dann zu Wuppertal.
Eine Straße, die früher Gruitener Weg genannt wurde, wurde 1935 in Wibbeltrather Weg umbenannt. Die Fortsetzung der Straße auf Haaner Gebiet heißt Wibbelrather Weg (ohne t in der Mitte).